# Maxime Didier
Pour les articles homonymes, voir Didier.
Maxime Didier, né à Orléans le 26 mai 1876 et Mort pour la France à Metz le 26 avril 1918, est un sculpteur français.

## Biographie
Maxime Didier étudie l'agronomie à l'école nationale d'agriculture de Grignon et devient ingénieur agricole.
Comme sculpteur, élève de Henri Gauquié et de François-Laurent Rolard, on lui doit la statue en bronze représentant Jeanne d'Arc surplombant un puits jouxtant le nord du parc Jacques Boucher à Orléans,.
Secrétaire du syndicat des agriculteurs du Loiret, membre de la Société d'agriculture, sciences, belles-lettres et arts d'Orléans, conservateur-adjoint du Musée des beaux-arts d'Orléans, il est nommé sergent dans la réserve après son service et est mobilisé en 1914 comme lieutenant au 260e régiment d'infanterie territorial d'Orléans au début de la Première Guerre mondiale. Capitaine (octobre 1915), il passe au 112e régiment d'infanterie territorial comme chef de bataillon en février 1917. Blessé et fait prisonnier le 30 mars 1918 dans la Somme, il meurt le 26 avril 1918 à l'Hôpital Saint-Clémentin de Metz.